# Müller-Streifenbeutelmarder
Der Müller-Streifenbeutelmarder (Myoictis melas) ist eine im Norden Neuguineas und auf den Inseln Batanta, Salawati, Waigeo und Yapen lebende Art aus der Gattung der Streifenbeutelmarder in der Familie der Raubbeutler (Dasyuridae). Die Tiere leben dort in Höhen von bis zu 1800 Metern über dem Meeresspiegel.

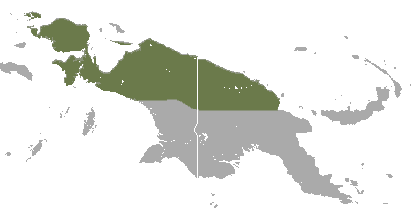
Das Verbreitungsgebiet des Müller-Streifenbeutelmarders im Norden von Neuguinea

## Erscheinung
Der Müller-Streifenbeutelmarder hat eine Kopf-Rumpf-Länge von 19 bis 24 cm (Männchen) bzw. 17 bis 21,5 cm (Weibchen) und erreicht ein Gewicht von 172 bis 255 g. Er ist damit etwa so groß wie der Woolley-Streifenbeutelmarder (Myoictis leucura) und der Wallace-Streifenbeutelmarder (Myoictis wallacii) aber größer als der Tate-Streifenbeutelmarder (Myoictis wavicus). Die Farbe der Tiere ist variabel, einige Exemplare sind melanistisch. Die meisten sind aber hell gefärbt mit rötlichen oder weißlichen Haaren zwischen den schwarzen Rückenstreifen. Direkt hinter den Ohren und im Nacken ist das Fell rötlich. Der untere dritte Prämolar fehlt. Die Weibchen des Müller-Streifenbeutelmarders haben sechs Brustwarzen, die des Woolley-Streifenbeutelmarders und des Tate-Streifenbeutelmarders dagegen vier.
Von anderen Streifenbeutelmarderarten kann der Müller-Streifenbeutelmarder vor allem anhand seines Schwanzes leicht unterschieden werden. Er ist behaart, hat einen Haarkamm auf der Oberseite und verjüngt sich zur Spitze hin.

## Lebensweise
Der Müller-Streifenbeutelmarder lebt in Tiefland- und Bergregenwäldern, auch in der Nähe von Siedlungen und in alten Gärten. Auf der Jagd nach Mäusen geht er auch in Häuser. Näheres über seine Ernährung ist aber nicht bekannt. Die Tiere sind wahrscheinlich nacht- und dämmerungsaktiv. In ihrem Verbreitungsgebiet sind sie nicht häufig. Der Müller-Streifenbeutelmarder gilt aber als ungefährdet.